# Chaetomium biporatum
Chaetomium biporatum är en svampart som beskrevs av Cano & Guarro 1987. Chaetomium biporatum ingår i släktet Chaetomium och familjen Chaetomiaceae.   Inga underarter finns listade i Catalogue of Life.